# Le Balcon (pièce de théâtre)
Pour les articles homonymes, voir Le Balcon.
 (décembre 2023).
Si vous disposez d'ouvrages ou d'articles de référence ou si vous connaissez des sites web de qualité traitant du thème abordé ici, merci de compléter l'article en donnant les références utiles à sa vérifiabilité et en les liant à la section « Notes et références ».
Le Balcon est une pièce de théâtre de Jean Genet en neuf tableaux écrite en 1956 et créée le 18 mai 1960 au Théâtre du Gymnase dans une mise en scène de Peter Brook. La pièce a connu une multitude de réécritures de 1955 à 1968, témoignant de la difficulté pour Genet de clore son œuvre. 

## Argument
Cette pièce se déroule dans le bordel (lieu de prédilection de l'auteur, cf. Les Paravents) d'une ville pendant une révolte.
Tour à tour l'évêque, le juge, le général, nous livrent leurs secrètes perversions.

## Commentaire de l'auteur
« Je n’ai pas grand-chose à vous dire, mais je m’emmerde. C’est pour ça que je vous écris. Pour corriger un peu Le Balcon, je l’ai donc relu : c’est très mauvais, et très mal écrit. Prétentieux. Mais comment faire ? Si je m’efforçais à avoir un style plus neutre, moins tordu, il conduirait mon imagination vers des mythes ou des thèmes bien trop sages, bien trop conventionnels. Car inventer n’est pas raconter. Pour inventer, il faut que je me mette dans un état qui suscite des fables, ces fables elles-mêmes m’imposent un style caricatural. C’est lié. »

— Lettre de Jean Genet écrite pendant la gestation de la pièce à Bernard Frechtman, son agent et traducteur, 1960
.
 

## Distribution à la création
Décors, costumes et metteur en scène : Peter Brook
- Jean Babilée : L'évêque
- Marie Bell : Irma/La Reine
- Mireille Granelli : La femme
- Brigitte Letellier : La voleuse
- William Sabatier : Le Juge
- Tony Taffin : Le bourreau/Arthur
- René Clermont : Le Général
- Carmen Debarre : La fille
- Jean Muselli : Le vieux/Le mendiant/L'esclave
- Sophie Murat : La fille-Cheval
- Loleh Bellon : Carmen
- Jacques Dacqmine : Le chef de la police
- Huguette Faget : Georgette
- Claire Versane : Chantal
- André Chazel : Le 1er blessé/3e photographe
- Pierre Tabard : Roger
- Jean Saudray : Armand
- Jacques d'Herville : L'homme
- André Boulais : Le 2e blessé
- Jean Brassat : Luc
- Marcel Tristani : Louis
- Guy Kayat : Marc
- Roger Blin : L'envoyé
- Max Montavon : 1er photographe
- Pierre Bonnet : Le 3e blessé/2e photographe

## Adaptations
The Balcony est un film de Joseph Strick adapté de la pièce. En 2002, Péter Eötvös met en musique la pièce adaptée en livret d'opéra par Françoise Morvan. 